# Landkreis Mannheim
Der Landkreis Mannheim war ein Landkreis in Baden-Württemberg, der im Zuge der Kreisreform am 1. Januar 1973 aufgelöst wurde.

## Geographie

### Lage
Der Landkreis Mannheim lag im Nordwesten Baden-Württembergs.
Geographisch hatte der Landkreis überwiegend Anteil an der Oberrheinischen Tiefebene; wenige Gemeinden lagen im Odenwald. Mannheim als Kreissitz selbst gehörte nicht zum Landkreis Mannheim, sondern war bereits seit 1939 Stadtkreis. Die Stadtkreise Mannheim und Heidelberg teilten das Kreisgebiet in zwei Teile.

### Nachbarkreise
Seine Nachbarkreise waren Anfang 1969 im Uhrzeigersinn beginnend im Norden Bergstraße in Hessen, Heidelberg, der Stadtkreis Heidelberg, der Landkreis Bruchsal und der Stadtkreis Mannheim in Baden-Württemberg. Im Westen bildete der Rhein die Grenze zu Rheinland-Pfalz mit dem dortigen Landkreis Ludwigshafen am Rhein und der kreisfreien Stadt Speyer.

## Geschichte

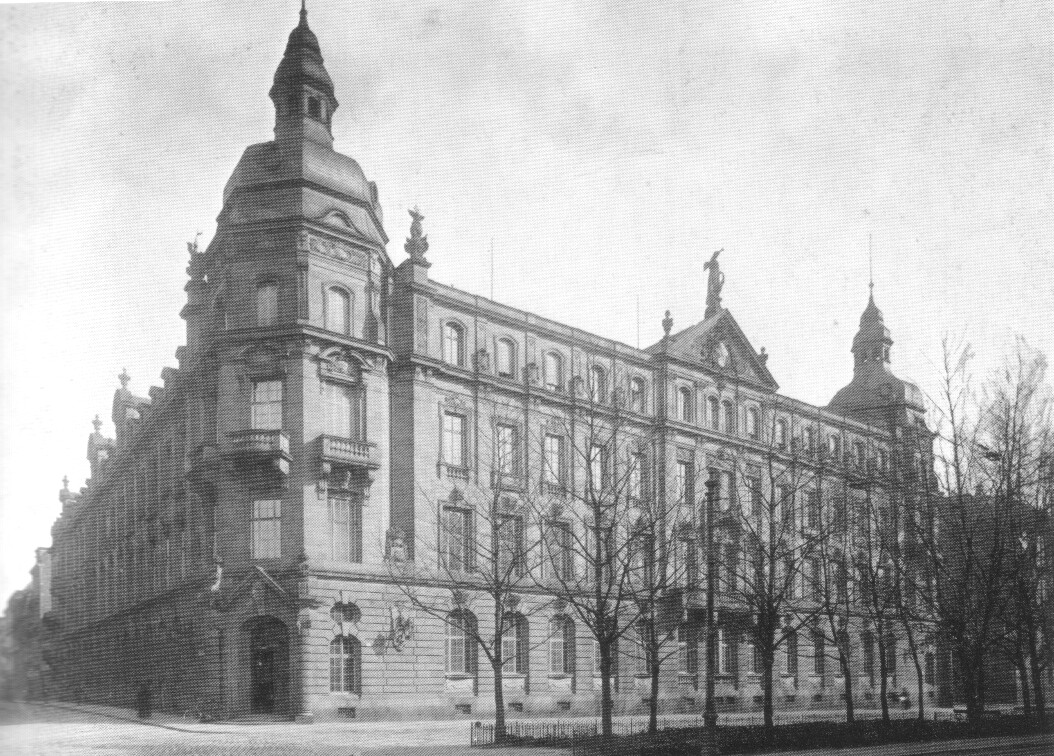
Gebäude des ehemaligen Bezirksamtes Mannheim (1906), heute Sitz des Polizeipräsidiums Mannheim

Das Gebiet des Landkreises Mannheim gehörte vor 1803 überwiegend zur Kurpfalz. Dann kam es an das Kurfürstentum Baden, das 1806 zum Großherzogtum erhoben wurde. Es entstanden im späteren Kreisgebiet das Stadtamt Mannheim und die Ämter bzw. Bezirksämter Ladenburg, Schwetzingen und Weinheim. Das Bezirksamt Ladenburg wurde 1863 aufgelöst und sein Gebiet mit dem Stadtamt Mannheim zum Bezirksamt Mannheim vereinigt. Das Bezirksamt Schwetzingen wurde 1924 mit dem Bezirksamt Mannheim verschmolzen. 1936 wurden die Bezirksämter Mannheim und Weinheim zum Bezirksamt Mannheim zusammengelegt und 1939 entstand daraus der Landkreis Mannheim durch das Gesetz über die Landkreisselbstverwaltung.
Nach der Bildung des Landes Baden-Württemberg 1952 gehörte der Landkreis Mannheim zum Regierungsbezirk Nordbaden. Durch die Gemeindereform ab 1970 veränderte sich das Kreisgebiet in einem Fall. Am 1. Januar 1972 wurde die Gemeinde Altenbach, Landkreis Heidelberg, in die Stadt Schriesheim eingegliedert. Damit vergrößerte sich das Kreisgebiet des Landkreises Mannheim entsprechend.
Mit Wirkung vom 1. Januar 1973 wurde der Landkreis Mannheim aufgelöst. Sein Gebiet ging vollständig im neu gebildeten Rhein-Neckar-Kreis auf, der damit Rechtsnachfolger des Landkreises Mannheim wurde.

### Einwohnerentwicklung
Alle Einwohnerzahlen sind Volkszählungsergebnisse.
| Jahr               | Einwohner |
| ------------------ | --------- |
| 17. Mai 1939       | 102.675   |
| 13. September 1950 | 136.335   |

| Jahr         | Einwohner |
| ------------ | --------- |
| 6. Juni 1961 | 158.860   |
| 27. Mai 1970 | 192.902   |

## Politik

### Landrat
Die Oberamtmänner bzw. Landräte des Stadtamt, Bezirksamts bzw. Landkreises Mannheim 1803–1972:
| - 1803–1814: Karl Anton Rupprecht - 1814–1826: Philipp von Jagemann - 1826–1832: Jakob Wundt - 1832–1835: Philipp Jakob Orff - 1835–1847: Karl Joseph Riegel - 1847–1849: Franz Kern - 1849–1855: Franz Stephani - 1855–1864: Rudolf Graf von Hennin - 1864–1872: Leopold von Stengel - 1872–1877: Franz Sales Hebting - 1877–1883: Eduard Engelhorn - 1883–1886: Karl Siegel - 1887–1891: Richard Bensinger - 1891–1896: Rudolf Rüdt von Collenberg-Eberstadt | - 1896–1900: Alexander Pfisterer - 1900–1908: Edmund Lang - 1908–1913: Konrad Clemm - 1914–1920: Wilhelm Lukas Strauss - 1920–1924: Karl Steiner - 1924–1933: Julius Guth-Bender - 1933–1945: Ludwig Vesenbeckh - 1945: Richard Freudenberg (kommissarisch) - 1945–1946: Karl Geppert (kommissarisch) - 1946: Valentin Gaa (kommissarisch) (CDU) - 1946–1948: Ernst Becherer - 1948–1970: Valentin Gaa (CDU) - 1970–1972: Albert Neckenauer |

### Wappen
Das Wappen des Landkreises Mannheim zeigte in Blau einen rot bewehrten, gezungten und gekrönten silbernen Löwen, in den Vorderpranken einen goldenen Schlüssel mit dem Bart nach unten haltend. Das Wappen wurde dem Landkreis Mannheim am 9. März 1970 durch das Innenministerium Baden-Württemberg verliehen.
Der Großteil des Kreises (24 Gemeinden) gehörte zur Kurpfalz. Daher ist der kurpfälzisch-bayerische Löwe abgebildet. Der Schlüssel ist dem Wappen des früheren Hochstifts Worms entnommen, das im Kreisgebiet einige Rechte hatte, diese jedoch Ende des 18. Jahrhunderts an die Kurpfalz tauschte.

## Wirtschaft und Infrastruktur

### Verkehr
Durch das Kreisgebiet führt von Nord nach Süd die Bundesautobahn 5 Frankfurt-Karlsruhe sowie die nahezu parallel verlaufende A 6. Ferner führen die Bundesstraßen 3, 36, 38 und 291 durch das Kreisgebiet.

## Gemeinden
Zum Landkreis Mannheim gehörten ab 1938 zunächst 27 Gemeinden, davon 4 Städte.
Am 7. März 1968 stellte der Landtag von Baden-Württemberg die Weichen für eine Gemeindereform. Mit dem Gesetz zur Stärkung der Verwaltungskraft kleinerer Gemeinden war es möglich, dass sich kleinere Gemeinden freiwillig zu größeren Gemeinden vereinigen konnten. Den Anfang machte im Landkreis Mannheim die Gemeinde Oberflockenbach, die sich am 1. Mai 1972 mit der Stadt Weinheim zusammenschloss. In der Folgezeit reduzierte sich die Zahl der Gemeinden stetig, bis der Landkreis Mannheim am 1. Januar 1973 im Rhein-Neckar-Kreis aufging.
Größte Gemeinde des Landkreises war die Stadt Weinheim, die bereits seit 1956 eine Große Kreisstadt ist, kleinste Gemeinde war Ritschweier.
In der Tabelle stehen die Gemeinden des Landkreises Mannheim vor der Gemeindereform (alle heutigen Gemeinden gehören zum Rhein-Neckar-Kreis). Die Einwohnerangaben beziehen sich auf die Volkszählungsergebnisse in den Jahren 1961 und 1970.
| frühere Gemeinde                | heutige Gemeinde             | Einwohner am 6. Juni 1961 | Einwohner am 27. Mai 1970 |
| ------------------------------- | ---------------------------- | ------------------------- | ------------------------- |
| Altlußheim                      | Altlußheim                   | 4.151                     | 4.764                     |
| Brühl                           | Brühl                        | 7.807                     | 10.849                    |
| Edingen                         | Edingen-Neckarhausen         | 6.275                     | 8.128                     |
| Großsachsen                     | Hirschberg an der Bergstraße | 2.196                     | 2.662                     |
| Heddesheim                      | Heddesheim                   | 6.163                     | 9.000                     |
| Hemsbach                        | Hemsbach                     | 4.786                     | 9.677                     |
| Hockenheim, Stadt               | Hockenheim                   | 13.213                    | 15.542                    |
| Hohensachsen                    | Weinheim                     | 1.664                     | 2.077                     |
| Ilvesheim                       | Ilvesheim                    | 6.286                     | 7.509                     |
| Ketsch                          | Ketsch                       | 6.471                     | 8.674                     |
| Ladenburg, Stadt                | Ladenburg                    | 8.338                     | 9.799                     |
| Laudenbach                      | Laudenbach                   | 3.316                     | 3.645                     |
| Leutershausen an der Bergstraße | Hirschberg an der Bergstraße | 3.652                     | 5.148                     |
| Lützelsachsen                   | Weinheim                     | 2.984                     | 3.243                     |
| Neckarhausen                    | Edingen-Neckarhausen         | 4.107                     | 4.423                     |
| Neulußheim                      | Neulußheim                   | 4.089                     | 4.898                     |
| Oberflockenbach                 | Weinheim                     | 1.283                     | 1.620                     |
| Oftersheim                      | Oftersheim                   | 6.860                     | 8.398                     |
| Plankstadt                      | Plankstadt                   | 7.905                     | 9.050                     |
| Reilingen                       | Reilingen                    | 4.195                     | 5.195                     |
| Rippenweier                     | Weinheim                     | 671                       | 793                       |
| Ritschweier                     | Weinheim                     | 86                        | 119                       |
| Schriesheim                     | Schriesheim                  | 7.414                     | 8.610                     |
| Schwetzingen, Stadt             | Schwetzingen                 | 14.992                    | 16.508                    |
| Sulzbach                        | Weinheim                     | 1.936                     | 2.302                     |
| Ursenbach                       | Schriesheim                  | 161                       | 163                       |
| Weinheim, Stadt                 | Weinheim                     | 27.859                    | 29.670                    |

## Kfz-Kennzeichen
Am 1. Juli 1956 wurde dem Landkreis bei der Einführung der bis heute gültigen Kfz-Kennzeichen das Unterscheidungszeichen MA zugewiesen. Es wird im Stadtkreis Mannheim durchgängig bis heute ausgegeben.